# 落合恭子
落合 恭子（おちあい きょうこ、1988年3月5日 - ）は、日本の女優、モデル。
東京都出身。ドーモ所属。

## 人物
- 趣味は、ドライブ、ツーリング、スノーボード、映画鑑賞。
- 大型自動二輪免許を持っている。

## 出演

### テレビドラマ
- 結党!老人党 （2009年8月、WOWOW）
- フルスイング (テレビドラマ)（2008年1月 - 2月、NHK） - 水沢ありさ役
- 世にも奇妙な物語秋の特別編（2011年、フジテレビ）
- 戦国BASARA -MOONLIGHT PARTY-（2012年、TBS） - かすが役
- 牙狼-GARO- -魔戒ノ花- 第5話（2014年、テレビ東京） - プロポーズされる女 役

### 映画
- 腐女子彼女。(2009年公開) - リナ役
- 非女子図鑑(2009年公開)
- 女の子ものがたり(2009年公開) - あき役
- 裁判長!ここは懲役4年でどうすか(2010年公開) - 亜梨沙 役
- あんてるさんの花（2012年5月24日公開）
- 人生、いろどり（2012年9月15日公開）

### CM
- MOSDO
- SOYJOY
- ロリエスーパーガード

### カタログ
- ORIHICA